# 산조반니아피로
산조반니아피로(이탈리아어: San Giovanni a Piro)는 이탈리아 캄파니아주 살레르노도에 있는 코무네이다.